# Castanopsis echinocarpa
Castanopsis echinocarpa (Syn.: Castanopsis echidnocarpa A.DC. orth. var.) ist eine in Südostasien vorkommende Baumart aus der Familie der Buchengewächse (Fagaceae). Die Nüsse sind essbar.

## Merkmale
Castanopsis echinocarpa ist ein immergrüner, bis zu 25 Meter hoher Baum. Der Stammdurchmesser erreicht über 15 Zentimeter.
Die kurz gestielten, leicht ledrigen, kahlen und ganzrandigen Laubblätter sind bespitzt bis geschwänzt.
Die Fruchtbecher (Cupulae) sind mit verzweigten und einfachen Stacheln besetzt. Die Stacheln sind behaart und verkahlend. Jeder Fruchtbecher enthält eine einzelne, kleine Nuss. Die Nuss ist auf eine Seite gekrümmt, Basis und Spitze sind einander genähert. Ihr Umriss ist aber kugelförmig.
Blütezeit ist von April bis Januar, meist von April bis September. Die Fruchtreife erfolgt von März bis Dezember, meist von August bis Oktober.

## Verbreitung und Standorte
Die Art kommt in Thailand, Bangladesch, Bhutan, Indien, Nepal, Myanmar und China vor. Sie wächst in tieferen Bergwäldern, in Eichen-Kiefern-Wäldern, in trockenen immergrünen Wäldern sowie in gemischten immergrünen und laubwerfenden Dipterocarpus-Wäldern. Sie stehen häufig an Flüssen. Sie kommen von 50 bis 1600 m Seehöhe vor, meist zwischen 700 und 1200 m.

## Belege
- Chamlong Phengklai: A synoptic account of the Fagaceae of Thailand.In: Thai Forest Bulletin. 2006, Band 34, S. 53–175.
- als Castanopsis echidnocarpa in der Flora of Thailand.